# Liên Trạch
Liên Trạch là một xã cũ thuộc huyện Bố Trạch, tỉnh Quảng Bình, Việt Nam.

## Lịch sử
Ngày 16 tháng 6 năm 2025, Ủy ban Thường vụ Quốc hội ban hành Nghị quyết số 1680/NQ-UBTVQH15 về việc sắp xếp các đơn vị hành chính cấp xã của tỉnh Quảng Trị năm 2025. Theo đó, sắp xếp toàn bộ diện tích tự nhiên, quy mô dân số của các xã Thanh Trạch, xã Hạ Mỹ, xã Liên Trạch, xã Bắc Trạch thành xã mới có tên gọi là xã Bắc Trạch.

## Địa lý
Xã Liên Trạch nằm ở giữa rìa phía bắc huyện Bố Trạch, có vị trí địa lý:
- Phía tây bắc giáp các xã Lâm Trạch
- Phía tây nam Phúc Trạch
- Phía nam giáp xã Hưng Trạch
- Phía đông nam giáp xã Cự Nẫm
- Phía đông giáp xã Mỹ Trạch.

Xã Liên Trạch có diện tích 27,81 km², dân số năm 2019 là 3.578 người, mật độ dân số đạt 129 người/km².

## Hành chính
Xã Liên Trạch được chia thành 5 thôn: Phú Hữu, Phú Kinh, Tân Hội, Liên Thủy, Liên Sơn.

## Du lịch
Liên Trạch là một vùng có phong cảnh khá là đẹp, thích hợp để thưởng ngoạn và du lịch. Từ đây, mọi người có thể du lịch đến động Phong Nha.